# Dvigu
Dvigu (द्विगु dvigu) ist ein Begriff aus der Sanskrit-Grammatik, der einen bestimmten Typ von Komposita bezeichnet. Es handelt sich um einen Untertyp des Karmadharaya-Kompositums, bei dem im Vorderglied ein Zahlwort als Attribut zum Schlussglied erscheint. Das Kompositum drückt dabei eine kollektive Einheit aus, weshalb es im Neutrum (seltener Femininum) Singular erscheint.
Die Bezeichnung „Dvigu“ ist zugleich ein Beispiel für diesen Typ von Komposita und bedeutet „zwei Kühe“. Weitere Beispiele:
- चतुर्युग catur-yuga (n.): „die vier Weltalter“ (Yugas)
- त्रिलोक tri-loka (n.) oder त्रिलोकी tri-lokī (f.): „die drei Welten“